# Taylor Mitchell
Taylor Mitchell (* 27. August 1990 in Toronto, Ontario; † 28. Oktober 2009 in Halifax, Nova Scotia; eigentlich Taylor Josephine Stephanie Luciow) war eine kanadische Folksängerin. Sie starb mit 19 Jahren nach einem Angriff durch Kojoten. Sie ist die erste erwachsene Person, die in Nordamerika nachweisbar durch einen solchen Angriff ums Leben kam.

## Leben
Mitchell wurde in Toronto, Kanada geboren und wuchs dort auf. Sie beendete ihre Schullaufbahn an der Etobicoke School of the Arts mit einem Abschluss im Fach Musiktheater.
Mitchell veröffentlichte im März 2009 eigenständig ein Album mit dem Titel For Your Consideration.
Im Juni 2009 wurde sie eingeladen, auf dem Winnipeg Folk Festival aufzutreten. Einige Tage vor ihrem Tod wurde Mitchell für den Canadian Folk Music Award for Young Performer of the Year nominiert.
Am 23. Oktober 2009 startete sie eine Konzerttournee in den Seeprovinzen, bei der Auftritte in New Brunswick, Nova Scotia und Prince Edward Island auf dem Programm standen. Am Abend ihres Todestages hätte sie in Sydney, Nova Scotia auftreten sollen.

## Tod
Am 27. Oktober 2009 wanderte Mitchell allein nachmittags auf dem Skyline Trail im Cape-Breton-Highlands-Nationalpark in Nova Scotia.
Während ihrer Wanderung wurde sie von zwei Kojoten angegriffen. Während des Angriffs kamen andere Wanderer Mitchell zur Hilfe, vertrieben die Tiere und alarmierten die Polizei. Als die Rettungskräfte eintrafen, wurde Mitchell in das Krankenhaus von Cheticamp gebracht und dann in kritischem Zustand per Lufttransport in das Queen Elizabeth II Health Sciences Centre in Halifax überstellt. Sie starb in der Nacht an Blutverlust.
Nach Angaben der Polizei trafen die Beamten am Ort des Geschehens auf zwei „äußerst aggressive“ Kojoten. Als ein Polizist auf eines der Tiere schoss, seien die Tiere geflohen.
Ein Beamter der Royal Canadian Mounted Police erschoss später einen Kojoten im Park, jedoch konnte der Beamte das Tier nicht finden. Am Abend wurde ein weiterer Kojote durch Angestellte der Parkverwaltung erlegt. Es wird davon ausgegangen, dass fünf oder sechs Kojoten in dem Gebiet des Parks leben.
Mitchell ist den Meldungen zufolge das zweite Opfer, das durch einen Kojotenangriff ums Leben kam.
Im Jahr 1981 wurde in Glendale, Kalifornien ein dreijähriges Mädchen von einem Kojoten angegriffen. Der Vater griff zwar ein, das Kind starb aber während der Operation an Blutverlust und einem gebrochenen Genick.

## Diskografie
- For Your Consideration, 2009 (Back Road Tavern Productions, Toronto)